# Zootrophion vasquezii
Zootrophion vasquezii är en orkidéart som beskrevs av Carlyle August Luer. Zootrophion vasquezii ingår i släktet Zootrophion och familjen orkidéer.
Artens utbredningsområde är Bolivia. Inga underarter finns listade i Catalogue of Life.